# Wągrowiec (gmina)
Wągrowiec est une gmina rurale du powiat de Wągrowiec, Grande-Pologne, dans le centre-ouest de la Pologne. Son siège est la ville de Wągrowiec, bien qu'elle ne fasse pas partie du territoire de la gmina.
La gmina couvre une superficie de 347,75 km2 pour une population de 11 333 habitants.

## Géographie

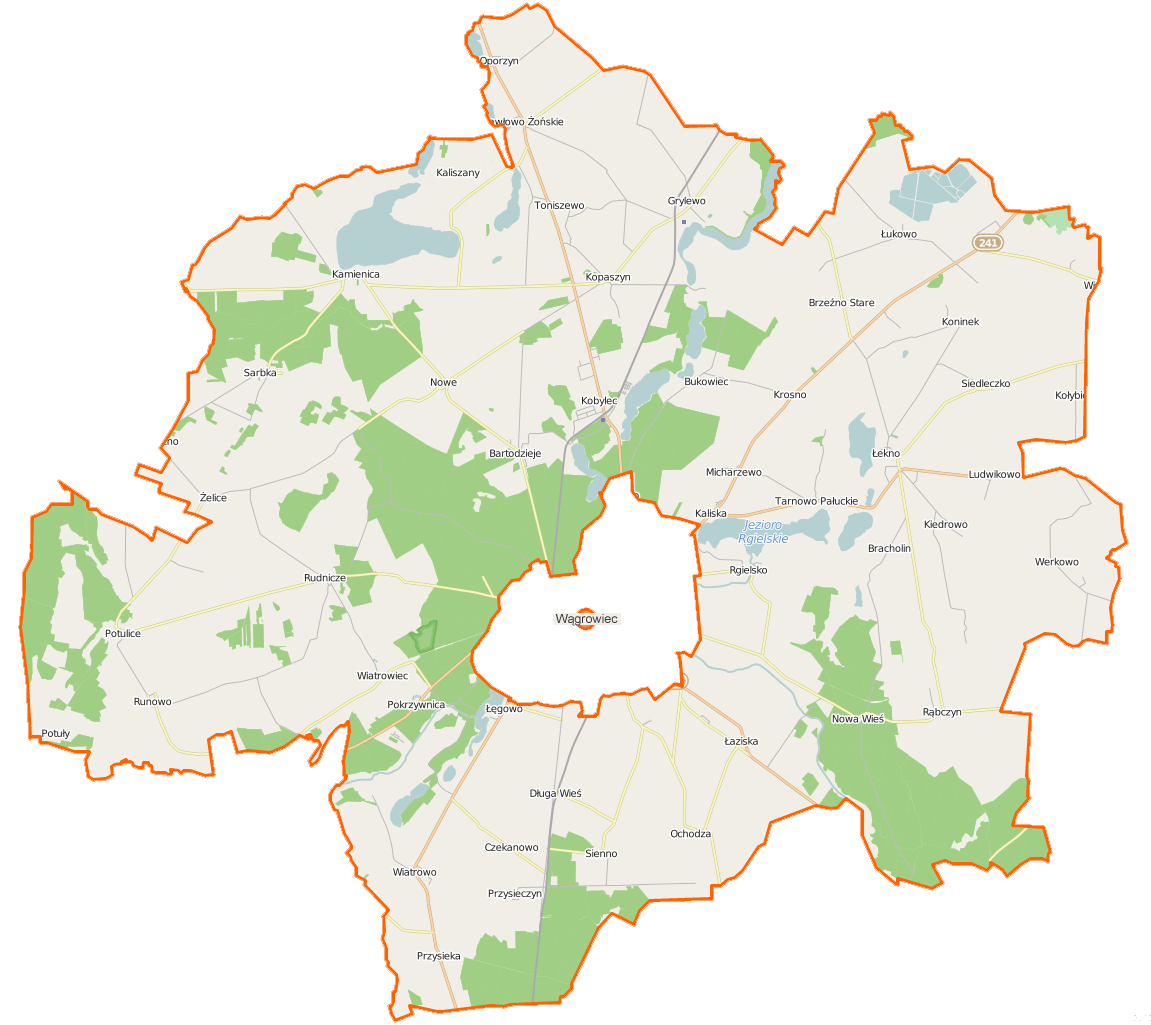
Plan de la gmina.

La gmina inclut les villages, les hameaux et les localités de :
- Bartodzieje
- Bobrowniki
- Bracholin
- Brzeźno Stare
- Bukowiec
- Czekanowo
- Danabórz
- Długa Wieś
- Grylewo
- Jakubowo
- Jankowo
- Józefowo
- Kaliska
- Kaliszany
- Kamienica
- Kiedrowo
- Kobylec
- Kołybiec
- Koninek
- Kopaszyn
- Krosno
- Łaziska
- Łęgowo
- Łekno
- Ludwikowo
- Łukowo
- Micharzewo
- Mikołajewo
- Nowe
- Ochodza
- Oporzyn
- Pawłowo Żońskie
- Pokrzywnica
- Potulice
- Potuły
- Przysieczyn
- Przysieka
- Rąbczyn
- Redgoszcz
- Rgielsko
- Rudnicze
- Runowo
- Sarbka
- Siedleczko
- Sienno
- Tarnowo Pałuckie
- Toniszewo
- Werkowo
- Wiatrowiec
- Wiatrowo
- Wiśniewo
- Żelice

### Gminy voisines
La gmina de Wągrowiec est bordée des gminy de:
- Budzyń
- Damasławek
- Gołańcz
- Margonin
- Mieścisko
- Rogoźno
- Skoki
- Wągrowiec

## Structure du terrain
D'après les données de 2002, la superficie de la commune de Wągrowiec est de 347,75 km², répartis comme tel :
- terres agricoles : 76%
- forêts : 15%

La commune représente 18,46% de la superficie du powiat.

## Démographie
Données du 30 juin 2004 :
| description        | Total  | Total | Femmes | Femmes | Hommes | Hommes |
| ------------------ | ------ | ----- | ------ | ------ | ------ | ------ |
| Unité              | Nombre | %     | Nombre | %      | Nombre | %      |
| population         | 11 268 | 100   | 5533   | 49,1   | 5735   | 50,9   |
| Densité (hab./km²) | 32,4   | 32,4  | 15,9   | 15,9   | 16,5   | 16,5   |